# Liste des camps satellites de Buchenwald
Cette page présente une liste des camps satellites de Buchenwald, camp de concentration nazi en activité entre juillet 1937 et avril 1945.
| Nom                                                    | Lieu               | Entreprise                                                       | Fonction                                                                                                |
| ------------------------------------------------------ | ------------------ | ---------------------------------------------------------------- | --- |
| Aachen                                                 | Aix-la-Chapelle    |                                                                  | |
| Abteroda                                               | Berka/Werra        | BMW                                                              | Production d'explosifs chimiques                                                                        |
| Abteroda/Vitzeroda                                     | Berka/Werra        | BMW                                                              | Manufacture de pièces détachées pour avions                                                             |
| Allendorf                                              | Stadtallendorf     | Dynamit Nobel                                                    | Produits chimiques                                                                                      |
| Altenbourg                                             | Altenbourg         | HASAG                                                            | Usine de boîtes de munitions                                                                            |
| Arolsen                                                | Bad Arolsen        |                                                                  | Personnel pour l'école des officiers Schutzstaffel                                                      |
| Aschersleben                                           | Aschersleben       | Junkers                                                          | Production d'avions et de moteurs                                                                       |
| Augustdorf (Sennelager)                                | Augustdorf         |                                                                  | Travail pour l'entraînement sur les Panzer et les pièces de rechange                                    |
| Bad Berka                                              | Bad Berka          | Thüringische Eisenbahn-AG                                        | Voies ferrées                                                                                           |
| Bad Gandersheim                                        | Bad Gandersheim    | Bruns-Apparatebau (filiale de la société d'aéronautique Heinkel) | Production d'avions                                                                                     |
| Bad Salzungen I                                        | Bad Salzungen      | OT-Bauleitung                                                    | Construction de routes                                                                                  |
| Bad Salzungen II                                       | Bad Salzungen      | OT-Sonder-Bauleitung                                             | Extraction de potasse                                                                                   |
| Bensberg                                               | Bergisch Gladbach  | OT-Bauleitung                                                    | Construction et réparation                                                                              |
| Berga an der Elster                                    | Berga              | Brabag (en)                                                      | Percement de tunnels                                                                                    |
| Berlstedt                                              | Berlstedt          | SS-WVHA                                                          | Fabrication de briques, construction de routes                                                          |
| Bernburg / Plömnitz                                    | Bernbourg          | OT-Bauleitung, Allgemeine Solvay-Werke                           | Fabrication de béton                                                                                    |
| Billroda                                               | Billroda           |                                                                  | Extraction de potasse, construction                                                                     |
| Blankenhain                                            | Blankenhain        |                                                                  | Extraction de sable                                                                                     |
| Bochum I                                               | Bochum             |                                                                  | |
| Bochum II                                              | Bochum             | Eisen- und Hüttenwerke AG                                        | Production de cuirassement et d'acier                                                                   |
| Bochum III                                             | Bochum             | Bochumer Verein                                                  | Fabrication de balles d'armes à feu                                                                     |
| Böhlen                                                 | Böhlen             | Brabag                                                           | Nettoyage après des raids aériens                                                                       |
| Braunschweig                                           | Brunswick          | SS Junker School                                                 | Réparation                                                                                              |
| Colditz                                                | Colditz            | Hugo Schneider AG                                                | Fabrication de munitions                                                                                |
| Crawinkel                                              | Crawinkel          | SS-WVHA                                                          | Travail dans les carrières et percement de tunnels                                                      |
| Dessau I                                               | Dessau             | Waggonbau Dessau                                                 | Fabrication de voitures pour chemins de fer                                                             |
| Dessau II                                              | Dessau             | Junkers                                                          | Production d'avions et de moteurs                                                                       |
| Dortmund I                                             | Dortmund           |                                                                  | |
| Dortmund II                                            | Dortmund           | Dortmund-Hörder Hüttenverein AG                                  | Fabrication de munitions                                                                                |
| Duisburg                                               | Duisbourg          | City of Duisburg                                                 | Travaux généraux                                                                                        |
| Düsseldorf-Friedrichstadt I                            | Düsseldorf         | Chef supérieur de la SS et de la Police, Allemagne de l'Ouest    | |
| Düsseldorf-Friedrichstadt II                           | Düsseldorf         | SS-WVHA                                                          | Déblaiement de débris                                                                                   |
| Düsseldorf-Grafenberg, Dinnendahlstraße-Schlüterstraße | Düsseldorf         | Rheinmetall-Borsig AG                                            | Fabrication de pièces pour les missiles V1 et V2                                                        |
| Düsseldorf-Lohausen                                    | Düsseldorf         | Chef supérieur de la SS et de la Police, Düsseldorf              | |
| Eisenach                                               | Eisenach           | BMW                                                              | Fabrication de pièces pour moteurs d'avion                                                              |
| Elsnig                                                 | Elsnig             | Westfälisch-Anhaltische Sprengstoff AG                           | Production d'explosifs à base de TNT                                                                    |
| Espenfeld                                              | Ohrdruf (en)       |                                                                  | Percement de tunnels dans la Jonastal                                                                   |
| Essen I                                                | Essen              | SS-WVHA                                                          | Déblaiement de débris                                                                                   |
| Essen II                                               | Essen              | Krupp Gussstahlfabrik                                            | Travaux général dans une aciérie                                                                        |
| Flößberg bei Leipzig                                   | Frohburg           | Flössberger Metallwerke                                          | Fabrication de munitions et de grenades                                                                 |
| Gelsenkirchen-Horst                                    | Gelsenkirchen      | Gelsenberg Benzin AG                                             | Fabrication de munitions, déblaiement de débris                                                         |
| Gießen                                                 | Gießen             | Medical and Training Division of the SS hospital                 | Construction de bunkers                                                                                 |
| Goslar                                                 | Goslar             |                                                                  | Travaux général pour le commandement de la Luftwaffe                                                    |
| Göttingen                                              | Göttingen          |                                                                  | Travaux dans l'école de cavalerie de la SS                                                              |
| Hadmersleben                                           | Hadmersleben       |                                                                  | Construction, fabrication de pièces pour avions                                                         |
| Halberstadt                                            | Halberstadt        | Junkers, Halberstadt                                             | Fabrication d'ailes pour avions                                                                         |
| Halberstadt ""B2""                                     | Halberstadt        |                                                                  | Construction de routes, élargissement de tunnels                                                        |
| Halberstadt-Zwieberge                                  | Halberstadt        | Malachite AG                                                     | Construction de tunnels, de routes et de voies ferrées                                                  |
| Halberstadt-Zwieberge                                  | Halberstadt        | OT-Bauleitung                                                    | Percement de tunnels                                                                                    |
| Halle an der Saale (en)                                | Halle-sur-Saale    | Siebel-Flugzeugwerke GmbH (en)                                   | Fabrication d'ailes pour avions                                                                         |
| Hessisch Lichtenau                                     | Hessisch Lichtenau | Dynamit Nobel, IG Farben                                         | Fabrication de munitions                                                                                |
| Holzen bei Eschershausen                               | Holzen             | OT-Bauleitung                                                    | Élargissement de tunnels pour la production d'armements                                                 |
| Jena                                                   | Iéna               | RAW (en) Iéna                                                    | Réparation de locomotives                                                                               |
| Kassel                                                 | Cassel             |                                                                  | Réparation de voies ferrées                                                                             |
| Kassel-Druseltal                                       | Cassel             |                                                                  | Construction d'un poste de commande pour le chef supérieur de la SS et de la Police                     |
| Köln I                                                 | Cologne            | City of Cologne                                                  | Travaux dans les infrastructures de gaz, d'électricité et d'eau, travaux à l'aéroport                   |
| Köln II                                                | Cologne            | Various                                                          | Construction, déblaiement de débris, réparation des tuyaux de gaz et d'eau                              |
| Köln-Deutz                                             | Cologne            | Vereinigte Westdeutsche Waggonfabriken AG                        | Fabrication de véhicules à moteur, nettoyage et désamorçage de bombes                                   |
| Köln-Niehl                                             | Cologne            | Ford-Werke AG (en)                                               | Fabrication de véhicules à moteur, maçonnage, charpente                                                 |
| Kranichfeld                                            | Kranichfeld        | SS-WVHA                                                          | Restauration d'un château à Kranichfeld                                                                 |
| Langensalza                                            | Bad Langensalza    | Langenwerke AG, Junker                                           | Fabrication et assemblage de pièces pour avions                                                         |
| Leipzig-Engelsdorf                                     | Leipzig            |                                                                  | Production d'armements                                                                                  |
| Leipzig-Schönau                                        | Leipzig            | Allgemeine Transportanlagen GmbH                                 | Fabrication de pièces pour avions                                                                       |
| Leipzig-Schönefeld                                     | Leipzig            | Hugo Schneider AG                                                | Production d'armes antichar et de pièces pour avions                                                    |
| Leipzig-Thekla                                         | Leipzig            | Erla Maschinenwerk                                               | Fabrication de pièces pour avions                                                                       |
| Leopoldshall                                           | Staßfurt           | Junkers                                                          | Construction de tableaux de bord pour avions                                                            |
| Lichtenburg                                            | Prettin            |                                                                  | Centre de détention des prisonniers avant que Buchenwald ne soit terminé                                |
| Lippstadt I                                            | Lippstadt          | Westfälische Metall-Industrie AG                                 | Fabrication de munitions et de pièces pour avions                                                       |
| Lippstadt II                                           | Lippstadt          | Lippstädter Eisen- und Metallwerke GmbH                          | Fabrication de munitions et de pièces pour avions                                                       |
| Lützkendorf                                            | près de Mücheln    | Wintershall AG                                                   | Réparations de raffineries de pétrole après les raids aériens                                           |
| Magdeburg                                              | Magdebourg         | Polte-Werke (en)                                                 | Fabrication de munitions, déblaiement de débris                                                         |
| Markkleeberg                                           | Markkleeberg       | Junkers                                                          | Fabrication de pièces pour avions                                                                       |
| Meuselwitz                                             | Meuselwitz         | Hugo Schneider AG                                                | Production de bazookas et de grenades                                                                   |
| Mittelbau-Dora                                         | Nordhausen         | Mittelwerk GmbH, Junkers                                         | Production de missiles V1, assemblage de missiles V2                                                    |
| Mühlhausen I                                           | Mühlhausen         | Gerätebau GmbH                                                   | Fabrication de pièces pour avions et de détonateurs                                                     |
| Mühlhausen II                                          | Mühlhausen         | Mühlenwerke AG, Junkers                                          | Fabrication de pièces pour moteurs d'avions                                                             |
| Niederorschel                                          | Niederorschel      | Langenwerke AG                                                   | Travail dans une fabrique de contreplaqué                                                               |
| Nordhausen                                             | Nordhausen         |                                                                  | Déblaiement de débris sur la base aérienne                                                              |
| Oberndorf bei Hermsdorf                                | Kraftsdorf         | Luftwaffen munitions plant                                       | Chargement, transport et stockage de bombes                                                             |
| Ohrdruf (en)                                           | Ohrdruf (en)       | SS-WVHA                                                          | Construction de voies ferrées et excavations                                                            |
| Penig                                                  | Penig              | Max Gerth Werke                                                  | Fabrication d'avions                                                                                    |
| Raguhn bei Dessau                                      | Raguhn             | Heerbrandt Werke AG                                              | Fabrication de pièces pour avions                                                                       |
| Rothenburg an der Saale                                | Rothenburg         | Mansfeld AG für Bergbau und Hüttenbetrieb                        | Production de munitions pour fusils et pistolets                                                        |
| Saalfeld (Fröhliches Tal)                              | près de Wurzbach   | OT-Bauleitung                                                    | Percement de tunnels                                                                                    |
| Schlieben                                              | Schlieben          | Hugo Schneider AG                                                | Production de bazookas et de grenades                                                                   |
| Schönebeck/Elbe I                                      | Schönebeck         | Junkers                                                          | Fabrication d'avions                                                                                    |
| Schönebeck/Elbe II                                     | Schönebeck         | Nationale Radiatoren                                             | Fabrication de composants électriques pour les missiles V2                                              |
| Schwerte an der Ruhr                                   | Schwerte           | RAW (en) Schwerte                                                | Réparation de locomotives                                                                               |
| Sömmerda                                               | Sömmerda           | Rheinmetall-Borsig AG                                            | Fabrication de munitions                                                                                |
| Sonneberg-West                                         | Sonneberg          | GE Reinhardt                                                     | Fabrication de pièces pour avions, de fusées pour les chars Tiger et d'équipements pour les missiles Vs |
| Staßfurt (Neustaßfurt)                                 | Staßfurt           | OT-Bauleitung                                                    | Construction                                                                                            |
| Suhl                                                   | Suhl               | Gustloff-Werke                                                   | Construction                                                                                            |
| Tannroda                                               | Bad Berka          | Mitteldeutsche Papierwerke                                       | Moulin à papier                                                                                         |
| Taucha                                                 | Taucha             | Hugo Schneider AG                                                | Production de munitions et de grenades                                                                  |
| Tonndorf                                               | Tonndorf           |                                                                  | Construction, travaux dans les carrières, plomberie                                                     |
| Torgau                                                 | Torgau             | Heeres-Munitionsanstalt                                          | Production d'explosifs                                                                                  |
| Tröglitz, Gemeinde Rehmsdorf                           | Elsteraue          | Brabag                                                           | Déblaiement de débris, construction de routes et voies ferrées                                          |
| Unna                                                   | Unna               |                                                                  | Travail pour le service presse de la SS                                                                 |
| Usingen                                                | Usingen            |                                                                  | Percement d'un système de tunnels et de bunkers                                                         |
| Weferlingen                                            | Weferlingen        | Bauleitung Gerhard                                               | Production de moteurs pour les avions et les U-boats                                                    |
| Weimar                                                 | Weimar             | Gustloff-Werke                                                   | Production de véhicules d'infanterie, de mortier...                                                     |
| Wernigerode                                            | Wernigerode        | Rautal-Werke GmbH                                                | Fonte (métallurgie)                                                                                     |
| Westeregeln                                            | Westeregeln        | Junkers                                                          | Construction d'une usine souterraine pour les avions et moteurs Junkers                                 |
| Witten-Annen                                           | Witten-Annen (en)  | Ruhrstahl AG                                                     | Aciérie pour la production des avions, des pièces de tanks, et travail du métal                         |
| Wolfen                                                 | Wolfen             | IG-Farben                                                        | Production de pâte et de coton                                                                          |